# Ганс Отто Вельке
 Га́нс О́тто Ве́льке (Вьольке) (нім. Hans Otto Woellke; нар. 18 лютого 1911 — пом. 22 березня 1943) — олімпійський чемпіон 1936 року зі штовхання ядра.

## Біографія
Народився 18 лютого 1911 року в місті Біскупець Ольштинського повіту Вармінсько-Мазурського воєводства Польщі.
Під час проведення XI Олімпійських ігор в Берліні, 2 серпня 1936 року Ганс Вельке, встановивши світовий рекорд, переміг у змаганні зі штовхання ядра. Він став першим німцем, що виборов золоту Олімпійську медаль у легкій атлетиці.
В роки Радянсько-німецької війни — капітан, командир 1-ї роти 118-го поліцейського батальйону шуцманшафту. Брав участь в бойових діях проти білоруських партизанів.
Загинув 22 березня 1943 року в засідці, влаштованій білоруськими партизанами. Особистим наказом А. Гітлера підвищений у військовому званні до майора (посмертно). Його родині було призначено особливу пенсію.

## Хатинська трагедія
22 березня 1943 року бойова група партизанського загону «Месник» (командир загону А. Морозов) пошкодила німецький кабель зв'язку і влаштувала засідку на шосе Логойськ — Плещениці.
Для охорони відновлювальної команди було направлено 2 взводи 1-ї роти 118-го поліцейського батальйону під орудою капітана охоронної поліції Г. Вельке.
Приблизно за 300 метрів від села Велика Губа Логойського району Мінської області автоколона була обстріляна зі стрілецької зброї. Під час бою капітан Г. Вельке і троє поліцаїв були вбиті, ще двох поліцаїв поранено. Після короткого бою партизани відступили в напрямку села Хатинь Плещеницького району, прихопивши загиблих і поранених.
На пошуки партизанів з Логойська було викликано підрозділ військ СС зі спеціального батальйону СС під командуванням О. Дірлевангера. Переслідуючи партизанів, СС-івці підійшли до села Хатинь. Село було оточене і обстріляне із застосуванням протитанкових гармат і важких мінометів, а після цього було спалено дощенту. В ході бою і подальшої пожежі поруч з партизанами загинуло багато місцевих жителів.